# M-256 (submarino)
O M-256 foi um submarino de ataque de curto alcance a diesel da Marinha Soviética. Foi comissionado na frota do Báltico.

## Projeto
Os submarinos do Project 615 eram equipados com dois motores convencionais a diesel e um terceiro, de ciclo fechado, que usa oxigênio líquido para prover propulsão sem ter ar, enquanto o submarino estivesse submerso. Este sistema produziu um excelente alcance com uma velocidade alta.

## História
Em 26 de Setembro de 1957, enquanto operando no em condições de vento fresco no Golfo da Finlândia no Mar Báltico, um dos motores a diesel do M-256 explodiu. O fogo rapidamente tomou conta do compartimento, e logo se propagou ao próximo compartimento. O submarino emergiu para evitar futuras explosões e a tripulação evacuou e permaneceu no deck. Nenhum dos quatro barcos que estavam em volta foram capazes de rebocá-lo ou evacuar a tripulação devido às condições de tempo. Cerca de quatro horas após o início do fogo, o submarino subitamente perdeu estabilidade longitudinal e afundou. Dos 35 homens a bordo, apenas sete foram resgatados.